# Cala Nova
La playa Cala Nova está situada en Santa Eulalia del Río, en la parte oriental de la isla de Ibiza, en la comunidad autónoma de las Islas Baleares, España.
Es una playa con mucho equipamiento. Suele estar muy concurrida durante el verano.